# 阿爾弗雷德·瑙約克斯
阿爾弗雷德·瑙約克斯（德語：Alfred Naujocks，1911年9月20日—1966年4月4日），纳粹德国党卫队成员，参与了假旗行动格莱维茨事件的策划，该事件旨在为纳粹德国入侵波兰提供理由，最终导致了第二次世界大战的爆发。他还在芬洛事件中参与了绑架英国特工的行动。